# Stranger in a Strange Land (Lost)
„Stranger in a Strange Land” este un episod al serialului de televiziune Lost, sezonul 3.